# Уокер: Независимость
«Уокер: Независимость» (англ. Walker: Independence) —  американский телесериал в жанре вестерн, приквел телесериала «Уокер». Главные роли в нём сыграли Кэтрин Макнамара, Джастин Джонсон, Мэтт Барр. Премьера состоялась 6 октября 2022 года на телеканале The CW, шоу было закрыто после первого сезона.

## Сюжет
Действие сериала происходит в начале 1800-х годов. Главная героиня — жительница Бостона Эбби Уокер, которая решает отомстить за мужа, жестоко убитого у неё на глазах. Эбби знакомится с авантюристом Хойтом Роулинзом, уезжает с ним в Техас и там переживает множество приключений.

## В ролях
- Джастин Джонсон Кортес
- Мэтт Барр
- Кэтрин Макнамара
- Кэти Финдлэй

## Список эпизодов
| №  | Название                          | Режиссёр          | Автор сценария             | Дата премьеры   | Зрители U.S. (млн) |
| -- | --------------------------------- | ----------------- | -------------------------- | --------------- | ------------------ |
| 1  | «Пилот»                           | Ларри Тенг        | Кевин Файхи і Анна Фриске  | 6 октября 2022  | 0.62               |
| 2  | «Дом незнакомца»                  | Ларри Тенг        | Кевин Фейхи                | 13 октября 2022 | 0.60               |
| 3  | «Кровь и виски»                   | Ларри Тенг        | Майкл Кернс и Джош Гилберт | 20 октября 2022 | 0.51               |
| 4  | TBA                               | Шейлин Чокси      | Никки Ренна                | 27 октября 2022 | 0.52               |
| 5  | «Друг дьявола»                    | Кэрол Банкер      | Ник Зиглер                 | 3 ноября 2022   | 0.54               |
| 6  | «Cлучайные действия»              | Клара Аранович    | Мия Иверсон                | 10 ноября 2022  | 0.47               |
| 7  | «Сова и стрела»                   | Сиерра Глауд      | Райан Харрис               | 17 ноября 2022  | 0.50               |
| 8  | «Смерть Мэри Коллинз»             | Памела Романовски | Маргарет Леброн            | 1 декабря 2022  | 0.44               |
| 9  | «Странные партнёры»               | Шейлин Чокси      | Грейс Динг                 | 19 января 2023  | 0.46               |
| 10 | «Все в»                           | Девид МакВайр     | Лаура Седлак               | 26 января 2023  | 0.46               |
| 11 | «Питтсбургская ветряная мельница» | Джефф Шоц         | Майкл Кернс и Джош Гилберт | 16 февраля 2023 | 0.45               |
| 12 | «Как мы сюда попали»              | Шейлин Чокси      | Кевин Фейхи и Никки Ренна  | 23 февраля 2023 | 0.45               |
| 13 | «Пусть он повесится»              | Янзум Браун       | Кевин Фейхи и Никки Ренна  | 2 марта 2023    | 0.44               |

## Создание и релиз
О начале работы над сериалом-приквелом «Уокер: Независимость» стало известно в декабре 2021 года. Исполнительным продюсером проекта стал Джаред Падалеки, шоураннером — Анна Фриске. Руководство телеканала The CW осталось довольно пилотным эпизодом и в мае 2022 года заказало полный сезон, объединив его с родительским сериалом во временном интервале четверга.
В феврале 2022 года роль в сериале получили Джастин Джонсон Кортес и Мэтт Барр, в марте было объявлено, что Кэтрин Макнамара сыграет главную роль — Эбби Уокер, предка Корделла Уокера Падалеки. В июне к актёрскому коллективу присоединилась Габриэла Кесада. Пилотный эпизод был снят в Санта-Фе (штат Нью-Мексико) в начале 2022 года. Съемки оставшейся части сезона начались в Санта-Фе и его окрестностях 18 июля 2022 года.
Премьерный показ проходил на телеканале The CW с 6 октября 2022 года по 2 марта 2023. Шоу было закрыто после первого сезона.

## Оценки
На сайте-агрегаторе отзывов Rotten Tomatoes сериал получил рейтинг 71% при средней оценке 7 из 10. На сайте Metacritic его оценили на 63 балла из 100.